# Niels Nielsen (Mathematiker)
Niels Nielsen (* 2. Dezember 1865 in Ørslev auf Fünen; † 16. September 1931 in Kopenhagen) war ein dänischer Mathematiker, Mathematikhistoriker und Hochschullehrer. Er beschäftigte sich vor allem mit speziellen Funktionen, insbesondere der Gammafunktion.

## Leben
Nielsen studierte ab 1885 an der Universität Kopenhagen, schloss sein Studium 1891 als Magister scientiarum ab und wurde dort 1895 auch promoviert (Om en klasse bestemte integraler og nogle derved definerede semi-periodiske funktioner). Ab 1887 arbeitete er daneben als Lehrer an höheren Schulen. 1905 wurde er Universitätsdozent und 1909 als Nachfolger von Julius Petersen Professor an der Universität Kopenhagen. Von 1910 bis 1917 war er Präsident der Dänischen Mathematischen Gesellschaft.
Seine 1904 und 1906 veröffentlichten Monographien in deutscher Sprache, Handbuch der Theorie der Cylinderfunktionen und Handbuch der Theorie der Gammafunktion, die sein Spezialgebiet und zwanzig Jahre eigener Forschungsarbeit zusammenfassten, fanden weite Verbreitung, ebenso die 1906 veröffentlichte Monographie Theorie des Integrallogarithmus und verwandter Transzendenten.
Nielsen wurde 1906 Mitglied der Leopoldina in Halle und 1907 Ehrenmitglied der Wiskundig Genootschap in Amsterdam.

## Schriften
- Om en klasse bestemte integraler og nogle derved definerede semi-periodiske funktioner (Über eine Klasse bestimmter Integrale und einige damit definierte semi-periodische Funktionen). J. Møller, 1895 (dänisch; Dissertation)
- Handbuch der Theorie der Cylinderfunktionen. B. G. Teubner, Leipzig 1904 (archive.org)
- Handbuch der Theorie der Gammafunktion. B. G. Teubner, Leipzig 1906 (archive.org, archive.org, archive.org)
- Theorie des Integrallogarithmus und verwandter Transzendenten. B. G. Teubner, Leipzig 1906 (archive.org, bei der Cornell University)
- Der Eulersche Dilogarithmus und seine Verallgemeinerungen. E. Karras, 1909. In: Nova Acta Leopoldina. Band 90, 1909, S. 121–212 (Jahrbuch-Bericht)
- Lehrbuch der unendlichen Reihen. Vorlesungen gehalten an der Universität Kopenhagen. B. G. Teubner, Leipzig 1909 (archive.org, bei der Cornell University)
- Matematiken i Danmark. Bidrag til en bibliografisk-historisk oversigt (Mathematik in Dänemark. Beiträge zu einem bibliographisch-historischen Überblick), 2 Bände 1801–1908 und 1528–1800, Gyldendalske Boghandel Nordisk Forlag, København & Kristiania 1910 1912 (dänisch)
- Elemente der Funktionentheorie. Vorlesungen gehalten an der Universität Kopenhagen, B. G. Teubner, Leipzig 1911 (bei der Cornell University)
- Traité élémentaire des nombres de Bernoulli, Gauthier-Villars, Paris 1923 (französisch; Gallica)
- Franske matematikere under revolutionen, Bianco Lunos Bogtrykkeri, 1927 (dänisch; mit 76 Mathematiker-Biographien); Géomètres français sous la révolution, Levin & Munksgaard, 1929 (französische Übersetzung; Jahrbuch-Bericht)
- Niels Erik Nørlund (Hrsg.): Géomètres français du dix-huitième siècle, Levin & Munksgaard, 1935 (französisch; mit 153 Mathematiker-Biographien; Jahrbuch-Bericht)